# Evelyn Lovequist
Evelyn Lovequist (Chicago, 30 marzo 1931 – Los Angeles, 31 maggio 1996) è stata un'attrice e modella statunitense.

## Biografia
Figlia di un industriale di origini svedesi, la sua famiglia si trasferì poco dopo la fine della guerra a Los Angeles, dove Evelyn studiò. Si sposò giovanissima nel 1949 e nel 1950 vinse il concorso di Miss USA, ottenendo un contratto cinematografico con la RKO. Furono semplici apparizioni in sei diversi film, a partire dal musical Quattro ragazze all'abbordaggio (1951) e dal noir La città del piacere (1952) con Victor Mature e Jane Russell, per concludersi nel 1956 con il corto Hot Stuff, per la serie dei Three Stooges, conosciuti in Italia come I tre marmittoni. Evelyn partecipò anche, nel 1952 e nel 1956, a due telefilm con i comici Dean Martin e Jerry Lewis, e lavorò soprattutto come modella.
Lasciata la carriera cinematografica, lavorò nell'azienda del padre, la Lovequist Engeenering, con sede a Van Nuys, che produceva componenti per macchine da cucire, dirigendo l'ufficio vendite. Già divorziata nel 1952, si era risposata nel 1953 con James McClelland, un dirigente della Lovequist Engeenering, col quale aveva avuto il figlio James Martin. Ancora divorziata nel 1960, sposò nel 1961 David Levinson. La coppia divorziò nel 1977.
Evelyn Lovequist morì nel 1996, a 65 anni, a Los Angeles, e fu sepolta nel Forest Lawn Memorial Park di Glendale. 

## Filmografia
- Quattro ragazze all'abbordaggio (1951)
- La città del piacere (1952)
- Aaron Slick from Punkin Crick (1952)
- Otto uomini di ferro (1952)
- Il figlio di Sinbad (1955)
- Hot Stuff (1956)

## Fonti
- Stella Star, Evelyn Lovequist, November 2, 2016